# Nago

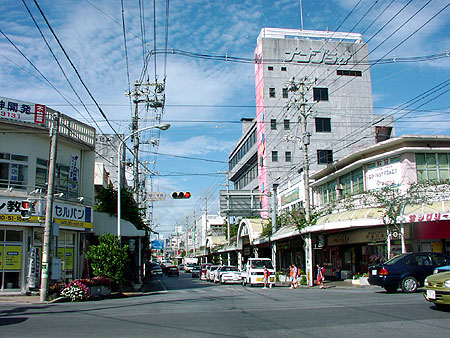
Stradă din Nago

Nago (名護市 Nago-shi?,  în limba locală: Nagu) este un municipiu din Japonia, prefectura Okinawa.